# Evaporatore

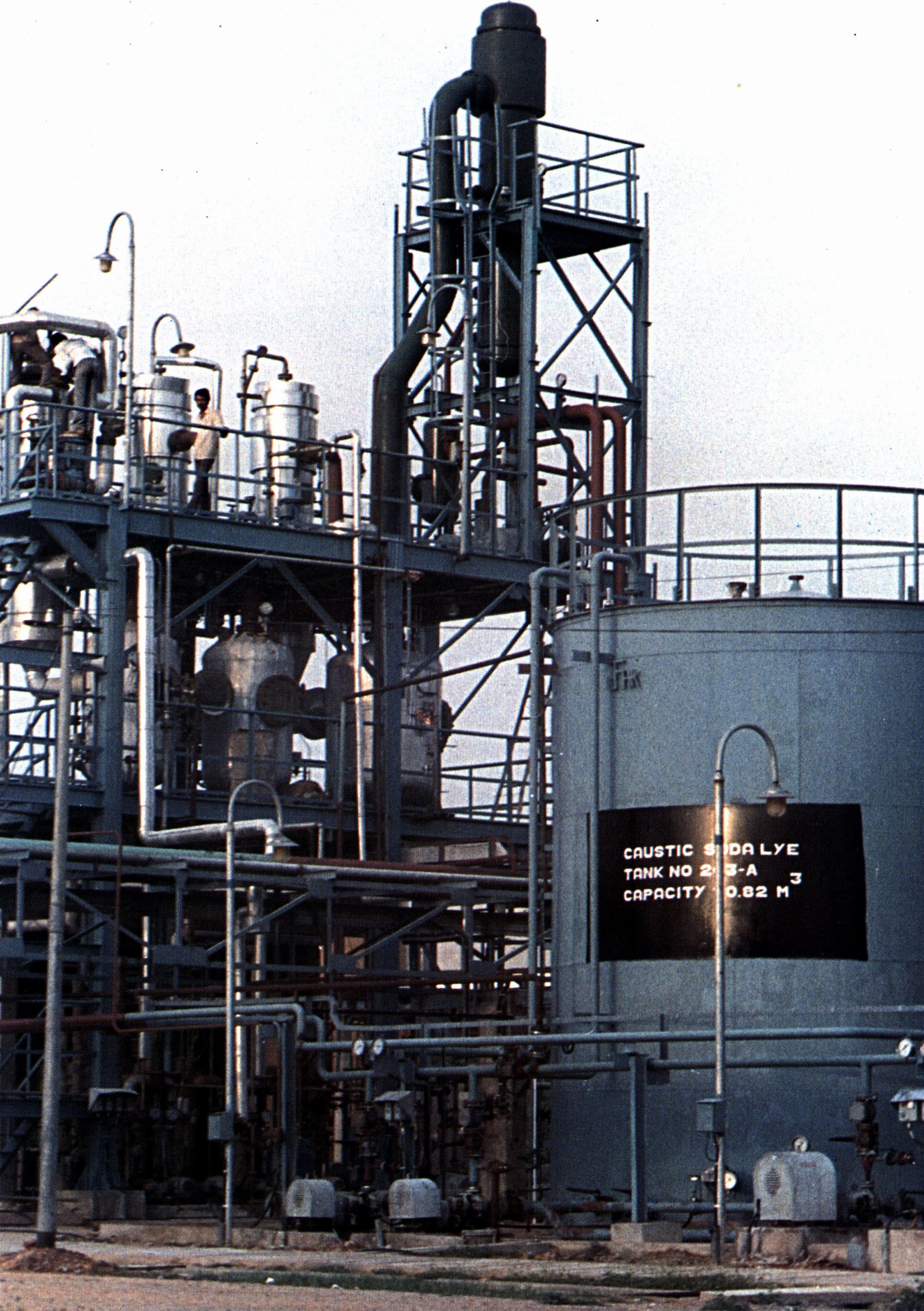
Evaporatore a film cadente per il trattamento della soda caustica.

L'evaporatore è l'apparecchiatura atta ad ottenere l'evaporazione di un solvente in una soluzione contenente un soluto poco volatile (o non volatile).
Nella chimica industriale, è definito evaporatore un apparecchio atto a concentrare per somministrazione di energia una soluzione costituita da un solvente volatile e da un soluto non volatile. Si distingue dall'essiccamento in quanto il risultato del processo è un liquido anziché un solido. L'evaporazione può comunque indurre la precipitazione del soluto in forma solida, generando così un processo di cristallizzazione.
Nell'accezione più comune, l'evaporatore è un'apparecchiatura in cui circola un fluido refrigerante di un ciclo frigorifero, il quale, assorbendo calore dall'ambiente esterno, cambia stato fisico e da liquido ad alta pressione diventa vapore surriscaldato a bassa pressione. Infatti un esempio di evaporatore che tutti hanno in casa è la "piastra fredda" dentro il frigorifero: in questo caso il calore assorbito è quello che si trova all'interno del frigo, e viene emesso all'esterno dal radiatore dietro l'apparecchio. Ai fini di determinare la caduta di pressione all'ingresso dell'evaporatore, che è il presupposto dell'evaporazione del refrigerante, nonché evitare un afflusso eccessivo di refrigerante liquido, che può raggiungere il compressore e provocarne il danneggiamento degli organi meccanici in seguito al pompaggio di un fluido incomprimibile e al dilavamento del lubrificante, l'afflusso è limitato in modo costante, oppure regolato in funzione del carico termico a cui è sottoposto in ciascun istante l'evaporatore, da un apposito organo denominato valvola di laminazione, posizionato a valle dell'evaporatore. Il refrigerante liquido in eccesso rispetto al fabbisogno dell'evaporatore è accumulato in un contenitore posto a valle (nel caso di tubo capillare) o a monte (nel caso di valvola termostatica) dell'organo.

## Storia

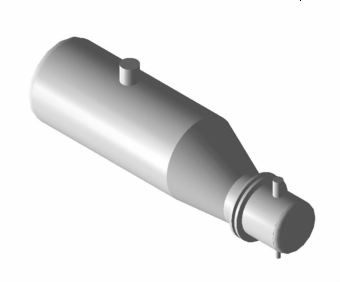
Evaporatore tipo kettle

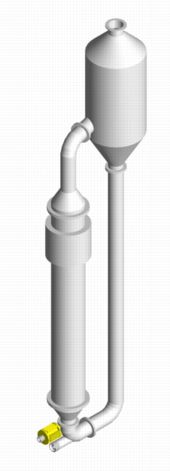
Evaporatore LTV a circolazione forzata

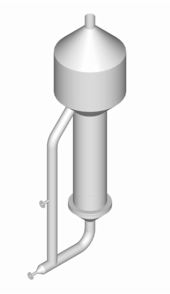
Evaporatore LTV a circolazione naturale

L'evaporazione è stata usata dall'uomo fino dall'apparizione dell'homo sapiens. Anche prima della scoperta del fuoco, la separazione per concentrazione di un solvente (acqua) da una soluzione (salamoia) era riconosciuto come metodo, incontrollabile ai tempi, di produzione di un composto di valore, il sale comune.
La scoperta del fuoco, come prima sorgente termica controllata, ha portato ad una conoscenza dei processi termici, tra cui l'evaporazione, e l'esempio più notevole è la concentrazione dei brodi alimentari, prima impossibile.
In tempi storici, la produzione di cloruro di sodio per evaporazione solare è divenuta un'industria, e più tardi l'evento si è ripetuto con la produzione dello zucchero mediante cristallizzazione evaporativa (probabilmente la prima applicazione dell'evaporazione in quanto operazione unitaria).
Gli evaporatori moderni nascono nel XIX secolo, quando diviene accessibile il vapore acqueo con i due modelli fondamentali di evaporatore: 
- il kettle o a tubi immersi
- il calandria o a tubi verticali corti (STV dall'inglese Short Tube Vertical).

In ambedue i modelli l'ebollizione ha luogo a contatto dei tubi, entro cui (tipo kettle) o all'esterno dei quali (tipo calandria) condensa vapore d'acqua; pertanto si ottiene un moto fortemente turbolento, con ottimo scambio termico ma veloce sporcamento nei tubi.
Per ovviare a questi problemi, nel XX secolo sono stati introdotti nuovi modelli di evaporatore, soprattutto introducendo il concetto di circolazione esterna, come nei tipi LTV, dall'inglese Long Tube Vertical, ossia tubi verticali lunghi, di cui vi sono varie forme:
- circolazione naturale
- circolazione forzata

## Classificazione per schema costruttivo
Negli schemi che seguono, salvo diversa indicazione, 1 designa l'ingresso del liquido da concentrare; 2 l'uscita del concentrato; 3 l'ingresso del vapore vivo e 4 l'uscita dei vapori esausti. A (A1, A2, ...) sono scambiatori di calore, e B (B1, B2, ...) separatori dei vapori.

### Evaporatori a semplice passaggio
In questi modelli, la soluzione debole è alimentata allo scambiatore di calore e, nello stesso o in una camera separata, si ha la separazione della fase liquida (che mano a mano evapora) da quella solida (o meglio, dalla soluzione liquido-solido più ricca della fase solida); il liquido concentrato è quindi estratto dal sistema. In tal modo si ottiene evidentemente il minimo tempo di esposizione della soluzione alle temperature di evaporazione, relativamente alte.

### Evaporatori a ricircolazione
In questi (vedi anche sopra) il liquido circola continuamente tra scambiatore e camera di separazione di fase; la circolazione è dovuta o all'effetto naturale di termosifone (sfruttando la differenza di densità tra liquido caldo e freddo, o per trascinamento dovuto al cambiamento di stato, se questo avviene all'interno dei tubi), oppure per azione di una pompa idraulica, con prevalenza sufficiente a vincere le perdite di carico nel circuito.
Nel primo caso si parla di evaporatori a circolazione naturale. Un esempio classico è quello 'a tubi corti' (calandria in inglese) dove il liquido di processo, quello da concentrare, circola tra due camere separate da un diaframma. Quest'ultimo è costituito da tubi corti (2 m) e da un grande tubo centrale; è invaso da vapore che riscalda la superficie esterna dei suddetti tubi, all'interno dei quali scorre il liquido di processo, governato dai moti convettivi innescati dal calore, ricircolando tra la camera sottostante e quella sovrastante di evaporazione.
Nel secondo caso si parla di evaporatori a circolazione forzata (in inglese forced circulation evaporator).

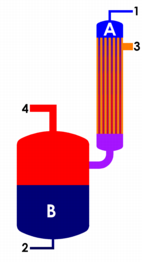
Evaporatore a film cadente

### Evaporatori a film
Negli evaporatori a film cadente l'ebollizione avviene all'interno dei tubi dello scambiatore di calore, detto "a film", sia in senso ascendente che discendente.
Il movimento del liquido all'interno dello scambiatore è dovuto alla gravità, se discendente (o, come si usa dire, cadente), o al trascinamento dovuto all'ebollizione, se ascendente. Nel primo caso si parla di "evaporatori a film cadente" (in inglese falling film evaporators). Nel secondo caso invece si parla di "evaporatori a film ascendente" (in inglese rising film evaporators).
In genere gli evaporatori a film consentono coefficiente di scambio termico molto elevati, grazie alla velocità del liquido a contatto dei tubi, piuttosto alta, ma sono molto sensibili alla formazione di sporco dovuto alla precipitazione di solidi sulla superficie di scambio, che diventa il punto di massima temperatura e concentrazione. Sono particolarmente usati nell'industria del pomodoro, del siero e dei vini grazie al breve tempo di stazionamento.

### Evaporatori sommersi
In questi l'ebollizione avviene in una camera separata, e si realizza il circuito in modo che la pressione del liquido all'interno dello scambiatore di calore sia superiore alla tensione di vapore del liquido stesso, evitando in tal modo l'ebollizione. Evaporatori di questo tipo sono adatti anche a trattare sospensioni contenenti solidi, e sono spesso utilizzati come cristallizzatori. Poiché la velocità nello scambiatore di calore è relativamente bassa, il coefficiente di scambio è relativamente basso, ma in questi modelli la massima concentrazione si ottiene in un serbatoio separato, e quindi la formazione di sporco sulle superfici di scambio è fortemente ridotta.

## Classificazione per schema energetico

### Generalità
Nell'evaporazione il consumo energetico è molto alto, per il fatto che per evaporare un chilogrammo di solvente, si deve fornire una quantità di energia corrispondente al calore latente di condensazione, più eventualmente del calore sensibile, connesso alle perdite, eccetera. Vi sono vari sistemi per ridurre questi consumi, che incidono fortemente sull'economia di esercizio.

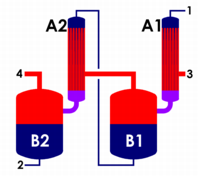
Evaporatore a doppio effetto (in equicorrente)

### Schemi a multiplo effetto
Sfruttano il fatto che il solvente evaporato, ricondensando, cede una quantità di calore circa uguale a quella ricevuta in fase di evaporazione. Inviando quindi i vapori di solvente ad un lato di uno scambiatore di calore, si potrà riscaldare nell'altro lato il liquido di processo, che quindi evaporerà, e così via. Se si ha un solo passaggio, si ha un sistema a singolo effetto; con due passaggi a doppio effetto, e in genere, con n passaggi si ha un sistema a n-plo effetto.
Non si può evidentemente estendere all'infinito il numero degli effetti. Infatti, trattando soluzioni, il punto di ebollizione (e di condensazione) della soluzione è maggiore di quello del solvente puro. Quindi, ad esempio, una soluzione satura acquosa di cloruro di sodio a pressione atmosferica bollirà a circa 108 °C, ma l'acqua evaporata condenserà a 100 °C (innalzamento ebullioscopico). Quindi nell'effetto successivo la temperatura della soluzione non potrà essere, per il primo principio della termodinamica, superiore a 100 °C e sarà anzi inferiore per consentire lo scambio termico.
Su prodotti ad alto innalzamento ebullioscopico, come le soluzioni di soda caustica, si arriva a tre effetti, massimo quattro. Nella dissalazione dell'acqua di mare si arriva anche a dieci - quindici effetti.
Il flusso del liquido da concentrare può essere nella stessa direzione della pressione decrescente (schema in equicorrente), in direzione contraria (schema in controcorrente), o infine ibrido (schema a flusso misto).
Per convenzione si contano gli effetti secondo il valore decrescente della pressione di evaporazione, e si designa quindi primo effetto quello a pressione più alta.

### Schemi a multiplo stadio
Sono energeticamente più costosi dei multipli effetti, e vengono usati, anche se raramente, nella concentrazione di prodotti ad alto e altissimo innalzamento ebullioscopico, quale ad esempio l'acido fosforico. Gli evaporatori, in numero variabile, sono tutti alimentati dalla stessa sorgente energetica, e i vapori di solvente separati vengono condensati; il liquido di processo passa da uno stadio all'altro per concentrarsi.
Si tratta di evaporatori a singolo effetto in cui il risparmio energetico, se c'è, è dovuto solo al recupero del calore sensibile nel passaggio da uno stadio all'altro. Si usano nei casi in cui non si possono effettuare recuperi; nel caso sopra detto, la concentrazione di acido fosforico, non sarebbe possibile condensare i vapori di solvente (acqua) in uno scambiatore a causa del contenuto di fluoro e silicio che farebbero precipitare fluosilicati, particolarmente duri e incrostanti.

### Schemi a multiflash

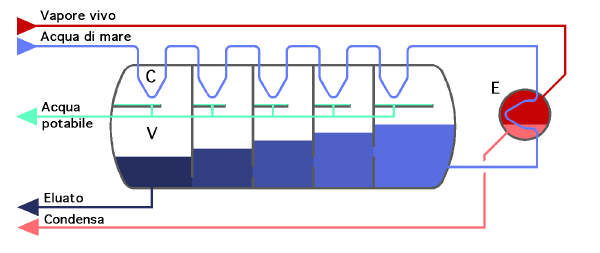
Evaporatore multiflash a 5 stadi per dissalazione dell'acqua di mare

Sono un ibrido tra multiplo effetto e multiplo stadio. Il liquido di processo entra nel sistema, si riscalda condensando i vapori nelle zone C di condensazione, dalle quali viene estratta la condensa di processo, (vedi figura) e grazie ad un apporto finale di energia fresca nello scambiatore E, e quindi passa in camere in sequenza a pressioni decrescenti, espandendosi nei separatori dei vapori V e rilasciando vapori di solvente. Schema usato quasi esclusivamente nei grandi impianti di dissalazione dell'acqua di mare per l'ottenimento di acqua potabile. I limiti al numero degli stadi sono simili a quelli del multiplo effetto; nella dissalazione, grazie al basso innalzamento ebullioscopico, si possono realizzare venti e più stadi di flash. Sono di costruzione più semplice dei sistemi a multiplo effetto.

### Schemi a compressione dei vapori

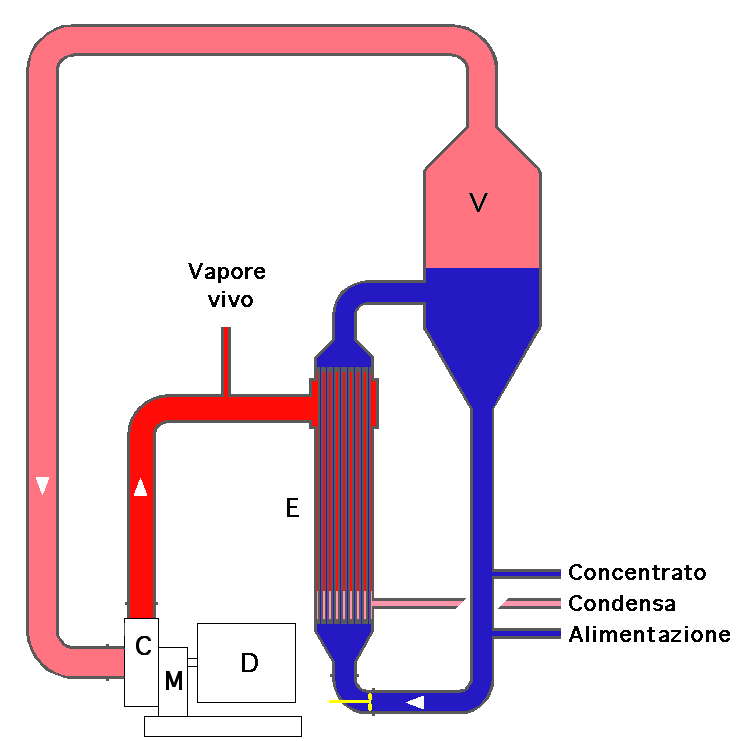
Evaporatore a compressione meccanica con compressore centrifugo

Come detto per gli schemi a multiplo effetto, la temperatura di condensazione dei vapori separati è inferiore alla temperatura di ebollizione. È però possibile aumentare questa temperatura comprimendo i vapori stessi, fino a portarli ad una pressione tale da condensare ad una temperatura superiore, per consentire lo scambio termico con la stessa soluzione da evaporare.
Per comprimere i vapori, si utilizzano o delle pompe a getto (un eiettore) che utilizzano come sorgente energetica dei vapori a pressione molto più alta, o un compressore rotativo, solitamente a lobi, a vite o centrifughi. In figura è mostrato quest'ultimo tipo; i vapori separati nel separatore V sono aspirati dal compressore C che li porta a pressione più alta. Il compressore centrifugo è mosso da un motore elettrico (o turbina) D attraverso un moltiplicatore di velocità M. Quest'ultimo può essere evitato nel caso della turbina, purché si raggiungano i 25,000 - 30,000 giri al minuto necessari. Il sistema si configura quindi come una pompa di calore, anche se questa dizione è usata nel campo per altri tipi di impianto (vedi sotto)
Il vantaggio energetico sta nel fatto che, per recuperare (caso dell'acqua a pressione atmosferica) 2400 kJ/kg di calore latente, si spendono (a seconda della pressione di aspirazione) circa 250 kJ/kg di lavoro di compressione. Il sistema sarebbe quindi paragonabile ad un decuplo effetto. Sennonché, buona parte del lavoro di compressione è persa in rendimento meccanico; nel caso di compressione a getto di vapore si deve utilizzare vapore ad alta pressione, e quindi assai pregiato (e il sistema è relativamente poco efficiente); nel caso di compressione meccanica i rapporti di compressione raggiungibili sono alquanto bassi (massimo 2). Tutto ciò considerato, però, un sistema di questo tipo, detto a termocompressione equivale energeticamente a un doppio effetto se a getto di vapore, a un triplo - quadruplo se a compressore volumetrico (a lobi o a vite), a un quintuplo-sestuplo se a compressore centrifugo.

### Evaporatori a pompa di calore
Esistono anche gli evaporatori che utilizzano una pompa di calore per generare l'energia termica necessaria ad evaporare ed utilizzano lo stesso gas frigotecnico a condensare i vapori per la produzione dei vapori.
Dal punto di vista energetico equivalgono ai sistemi a 3-4 effetti ma consentono una riduzione dei costi di investimento in quanto l'evaporazione avviene in un unico effetto.
Vengono utilizzati quando è necessario trovare il corretto equilibrio tra costi operativi e di investimento.
I consumi di energia sono compresi tra 70-200 watt/litro evaporato che rendono la tecnica più efficiente delle tradizionali ad acqua calda / vapore a singolo effetto, essendo competitivi con gli schemi a multiplo effetto; hanno comunque costi energetici 2 - 5 volte più alti di uno schema a ricompressione meccanica del vapore. Da qualche anno sono in esercizio anche evaporatori sottovuoto con pompa di calore a più effetti.